# Автогара Хасково
Автогара Хасково е главната автогара в град Хасково, България.
От Хасково има общо 12 национални и 8 международни автобусни линии. По-долу можете да намерите най-популярните дестинации, до които можете да стигнете, когато пътувате от и до града:

## Транспорт
Точно пред автогарата няма спирки на градския транспорт.